# Заречни (Пензенска област)
Заречни (на руски: Заречный) е град в Русия, разположен в градски окръг Заречни, Пензенска област. Населението му към 1 януари 2018 е 65 156 души.